# Big Brother 2001
Big Brother 2001 var første sæson af Big Brother og blev vist i foråret 2001.
Big Brother huset lå ved Sluseholmen i Sydhavnen København. 
Seertallet på serien var det højeste for de danske sæsoner og med et gennemsnit på 500.000 seere hver aften blev Big Brother 2001 nomineret til årets realityprogram. Serien kørte på TvDanmark2.

## Deltagere
- Jill Liv Nielsen, 24, Taastrup, 1. pladsen
- Nico Rezvani, 21, 2. pladsen
- Naja Klausen, 25, Aalborg, 3. pladsen
- Suzanne Skærbæk Nielsen, 21
- Christian Brøns, 24
- Helle "Pil" Hartmann Kragenskjold, 32
- Søren Westerberg Bentsen, 25
- Eddie Basson, 26, Kongens Enghave
- Anna Riis Sprange, 22
- Anja Hansen, 23
- John Ludvigsen, 40
- Chris Frantzen, 20, Aalborg
- Eva Laura Lunddahl, 25

1. sæson blev vundet af Jill. Sejren blev overskygget af at nogle af deltagerne, Christian, Søren og Pil forlod huset i utide.
Selvom Christian ikke vandt programmet, er det ham som har været mest omtalt siden, idet han formåede at få en musikalsk karriere efter programmet. Han brød igennem med radiohittet "Du Kan Gøre Hvad Du Vil" fra albummet af samme navn fra 2001. Nummeret vandt både "Lytterhittet" ved P3 Guld i 2001,  og GAFFA-prisens "Årets Danske Single" samme år.